# Општина Блежешти (Телеорман)
Блежешти (рум. Blejeşti) општина је у Румунији у округу Телеорман.
Oпштина се налази на надморској висини од 102 m.